# هایده چنگیزیان

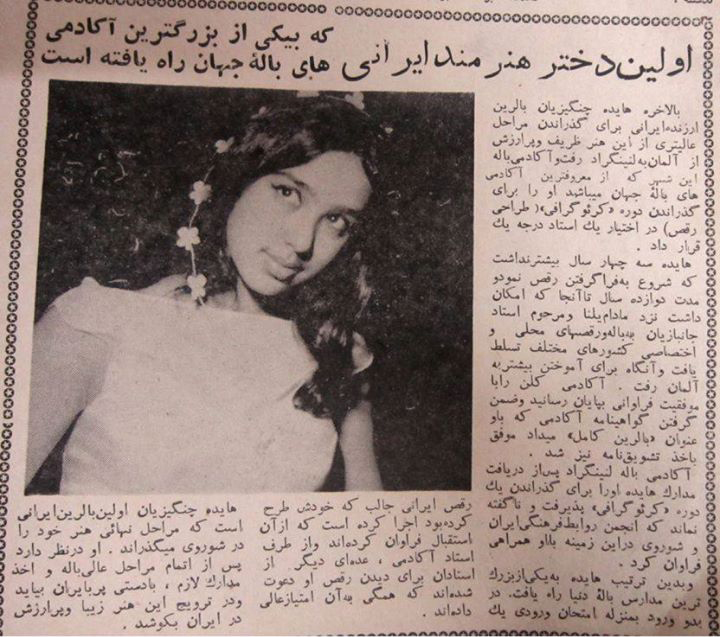
بریده روزنامه درباره فعالیت‌های هایده چنگیزیان در نوجوانی

هایده چنگیزیان یکی از اولین زنان رقصندهٔ باله در ایران است.
وی از دوران کودکی علاقهٔ وافری به رقص داشته است. «یپرم خان» آواز خوانی ارمنی بود که در یک مجلس عروسی برای اولین بار پی به استعداد هایده در رقص برد و به پیشنهاد او، هایده به کلاس‌های رقص «مادام یلنا آودیسیان» رفت. هایده دوران کودکی اش را در کلاس‌های رقص او گذارند و حتی مشق‌هایش را هم در این کلاس‌ها می‌نوشت. هایده چنگیزیان مادام یلنا را مادر قسمت هنری زندگی اش می‌داند.
هایده پس از اخذ مدرک سیکل اول در ۱۶ سالگی به کلن (آلمان) رفت تا باله را در سطح آکادمیک فرا بگیرد. در هنرکدهٔ باله وی در کنکور این رشته نفر اول شد. او شب‌ها در اپرا و تئاتر کلن بیشتر به عنوان سیاهی لشکر کار می‌کرد.
هایده پس از مدتی تصمیم گرفت برای آموزش بیشتر باله به اتحاد جماهیر شوروی برود. وی به سنت پطرزبورگ رفت و در آنجا نیز آموزش دید. پس از آن به ایران برگشت و در تالار رودکی (وحدت کنونی) مشغول به کار شد.
هایده چنگیزیان فعالیت‌های گسترده در سازمان باله ملی ایران داشت، از جمله، به مناسبت گشایش تلویزیون رنگی ایران، باله بیژن و منیژه (آهنگساز: حسین دهلوی) را اجرا نمود.
این بالرین پس از انقلاب اسلامی ایران شغل و حرفه اش را از دست داد. به همین دلیل ابتدا به ایالات متحده، سپس به آلمان و در نهایت به پرتغال مهاجرت کرد. او اکنون در لیسبون زندگی می‌کند.